# Michel Paira

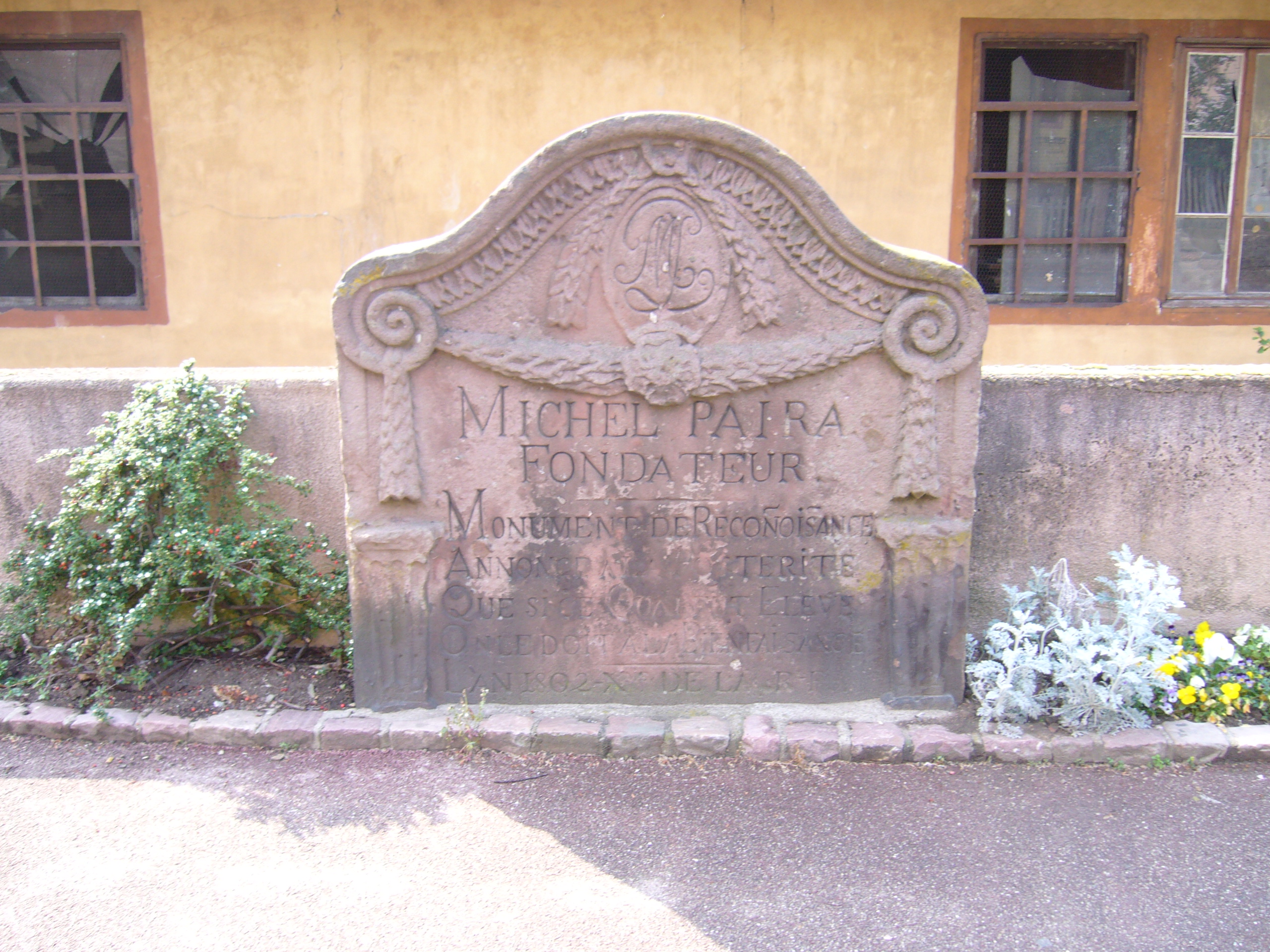
Monument dédié à Michel Paira

Michel Paira (né à Sainte-Marie-aux-Mines le 2 avril 1758 et décédé à Paris le 6 mai 1827) est un banquier et philanthrope français

## Biographie
Homme rompu aux affaires, il devient banquier à Paris. Il est bientôt à la tête d’une grande fortune qui lui permet de faire beaucoup de bien. En 1802 il fait construire à Sainte-Marie un pont qui porte son nom. Il finance également à ses frais l'installation de 25 lanternes pour éclairer les rues obscures de sa ville natale.
Lorsqu'en 1804, le préfet baron Félix Desportes établit dans l’hospice civil de Colmar une école d’accouchement, Paira, déjà avantageusement connu des habitants du Haut-Rhin met à disposition les fonds nécessaires pour les premiers frais d’établissement, et s’acquiert ainsi le titre de fondateur de l’école.
Il est enterré au cimetière du Père-Lachaise (8e division).